# Jacques-Noël Sané

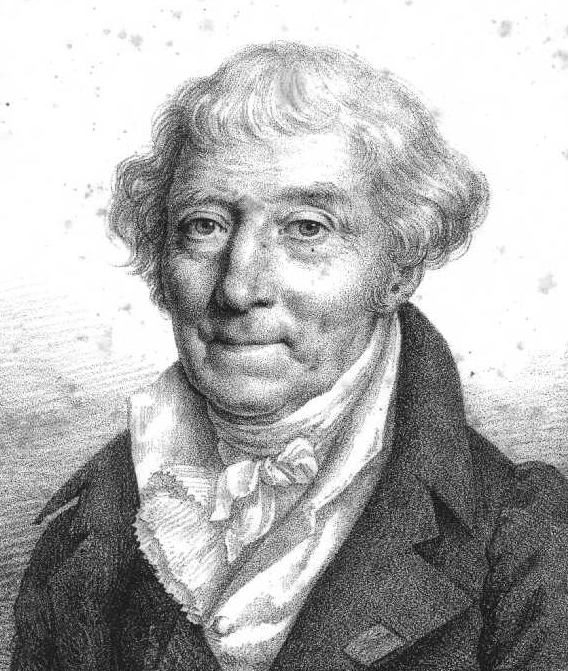
Jacques-Noël Sané, Porträt von Julien Léopold Boilly

Jacques-Noël Sané (* 18. Februar 1740 in Brest; † 22. August 1831 in Paris) war ein französischer Schiffbauingenieur und einer der erfolgreichsten Schiffbauer des sogenannten Age of Sail.

## Leben
Sané studierte unter Duhamel du Monceau, und seine Entwürfe waren so erfolgreich, dass er den Spitznamen „Vauban de la marine“ erhalten hatte. Sein innovatives Design zeigte sich bei der Océan, die im Jahr 1790 erbaut wurde. Der Schiffsrumpf war einfach gestaltet, mit geraden Linien, sparsamen Verzierungen und gebogenen Seiten. Das Heck war nahezu in den Rumpf integriert.
Die Leistung seiner Linienschiffe war nahezu vergleichbar mit der von Fregatten. Englische Werften der damaligen Zeit kopierten diese Baureihe oft und übertrugen sie auf ihre eigenen Schiffe.
Die Masten waren dünner und höher, gleichzeitig aber auch stärker als die Konstruktionen des 18. Jahrhunderts. Das achterliche Besansegel bekam seine endgültige Gestalt etwa um das Jahr 1780, als Bramsegel üblich wurden, die es ermöglichten die eingesetzte Segelfläche sehr viel feiner zu regulieren und den jeweiligen Gegebenheiten anzupassen. Das ermöglichte es den Schiffen, höher am Wind zu segeln. Die Form des Rumpfes änderte sich nicht so sehr wie die Segel und die Geschwindigkeit wurde erst mit der Entwicklung der Klipper im 19. Jahrhundert vorangetrieben, die durch ihre neuartige Rumpfform die Abdrift drastisch verringerten.
Die französische Marine der damaligen Zeit war in drei Kategorien eingeteilt:
- Die erste, bestehend aus Dreideckern mit 118 Geschützen und Zweideckern mit 80 Geschützen
- Die zweite, bestehend aus Zweideckern mit 74 Geschützen sowie
- Die dritte, bestehend aus Zweideckern mit 64 Geschützen.

Zur Zeit Sanés wurden 107 identische 74-Kanonen-Schiffe der Téméraire-Klasse gebaut. Von der Commerce-de-Marseille-Klasse wurden 35 Schiffe mit 80 Geschützen und neun mit 118 Geschützen gebaut. Über die von den Briten während der Einnahme und Belagerung von Toulon aufgebrachte Commerce de Marseille mit 118 Geschützen wurde behauptet, sie lasse sich trotz ihrer Größe „wie eine Fregatte steuern“.
Seit 1796 war er Mitglied der Académie des sciences. 1809 wurde er als korrespondierendes Mitglied in die Königlich Niederländische Akademie der Wissenschaften aufgenommen.

## Entwürfe
- Sibylle-Klasse, 32-Kanonen-Fregatte – 5 Einheiten (1777)
- Annibal-Klasse, 74-Kanonen-Linienschiff – 2 Einheiten (1777)
- Hébé-Klasse, 36-Kanonen-Fregatte – 6 Einheiten (1781)
- Téméraire-Klasse, 74-Kanonen-Linienschiff – 107 Einheiten (1782)
- Commerce-de-Marseille-Klasse, 118-Kanonen-Linienschiff – 15 Einheiten (1785)
- Tonnant-Klasse, 80-Kanonen-Linienschiff – 29 Einheiten (1787)
- Virginie-Klasse, 40-Kanonen-Fregatte – 10 Einheiten (1793)
- Hortense-Klasse, 40-Kanonen-Fregatte – 6 Einheiten (1802)
- Commerce-de-Paris-Klasse, 110-Kanonen-Linienschiff – 2 Einheiten (1804)
- Pallas-Klasse, 40-Kanonen-Fregatte – 57 Einheiten (1805)